# Woodruff Park

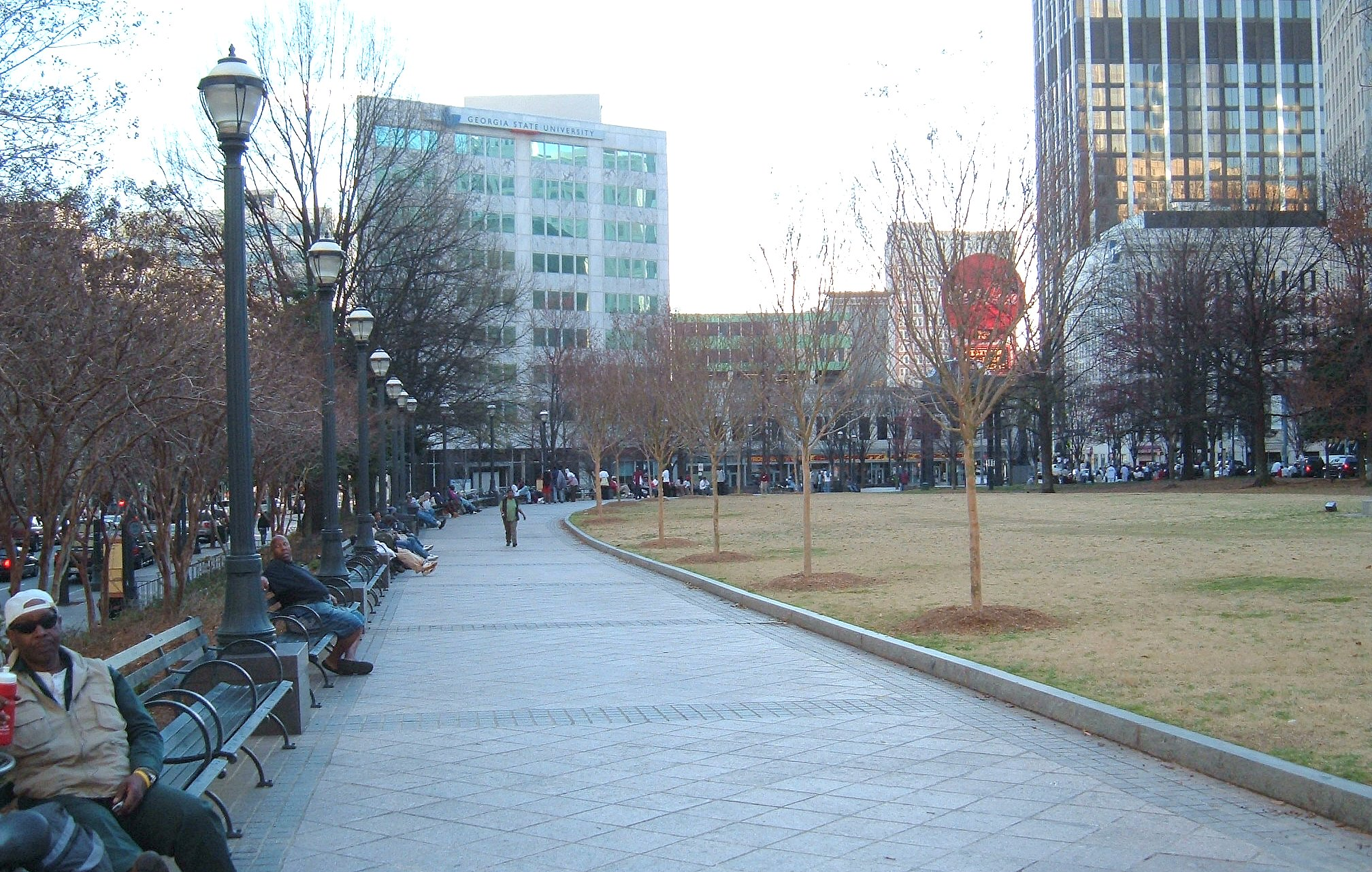
Acera en el lado este del parque.

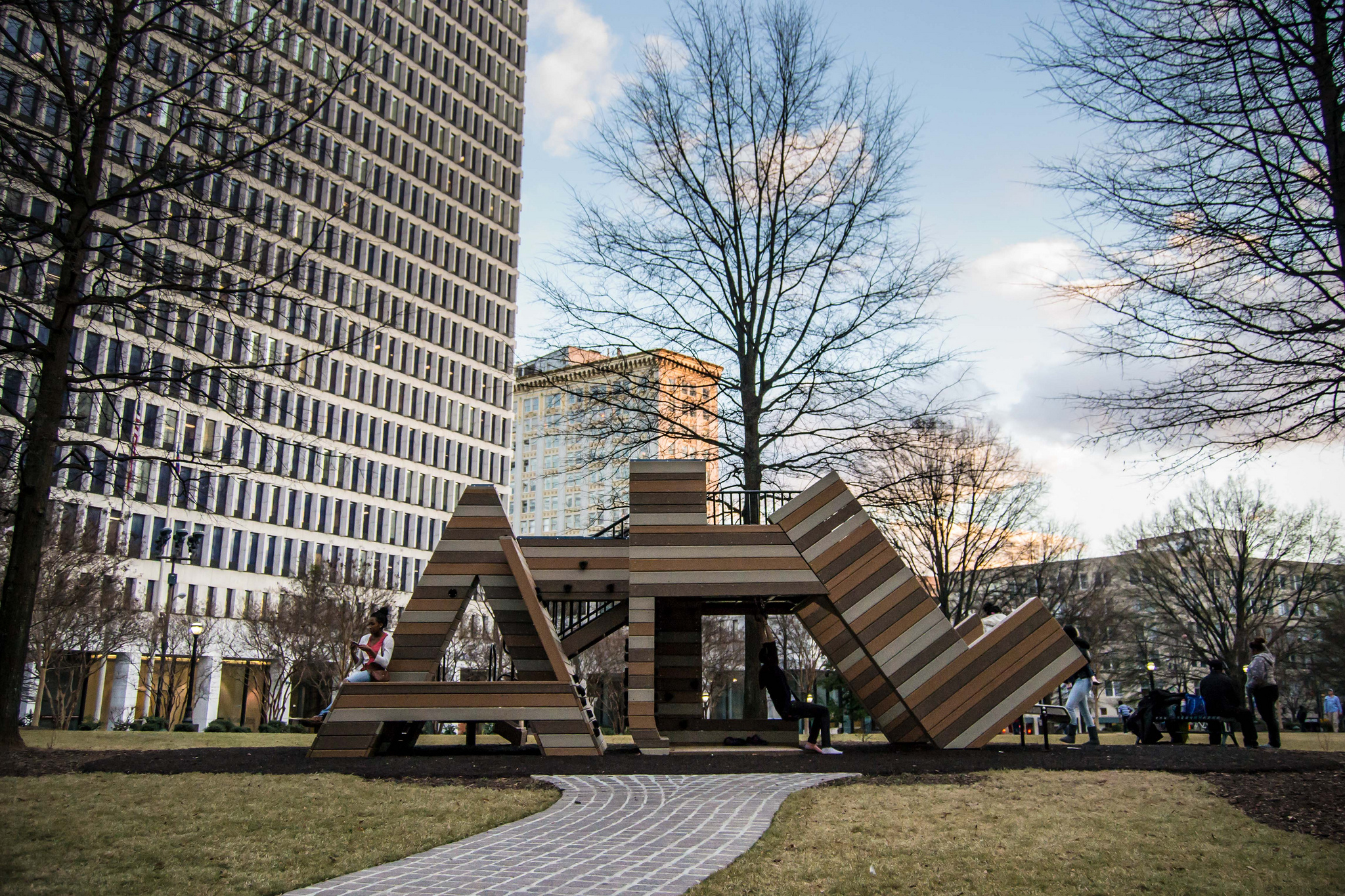
Una zona de juegos en el Woodruff Park con las letras «ATL».

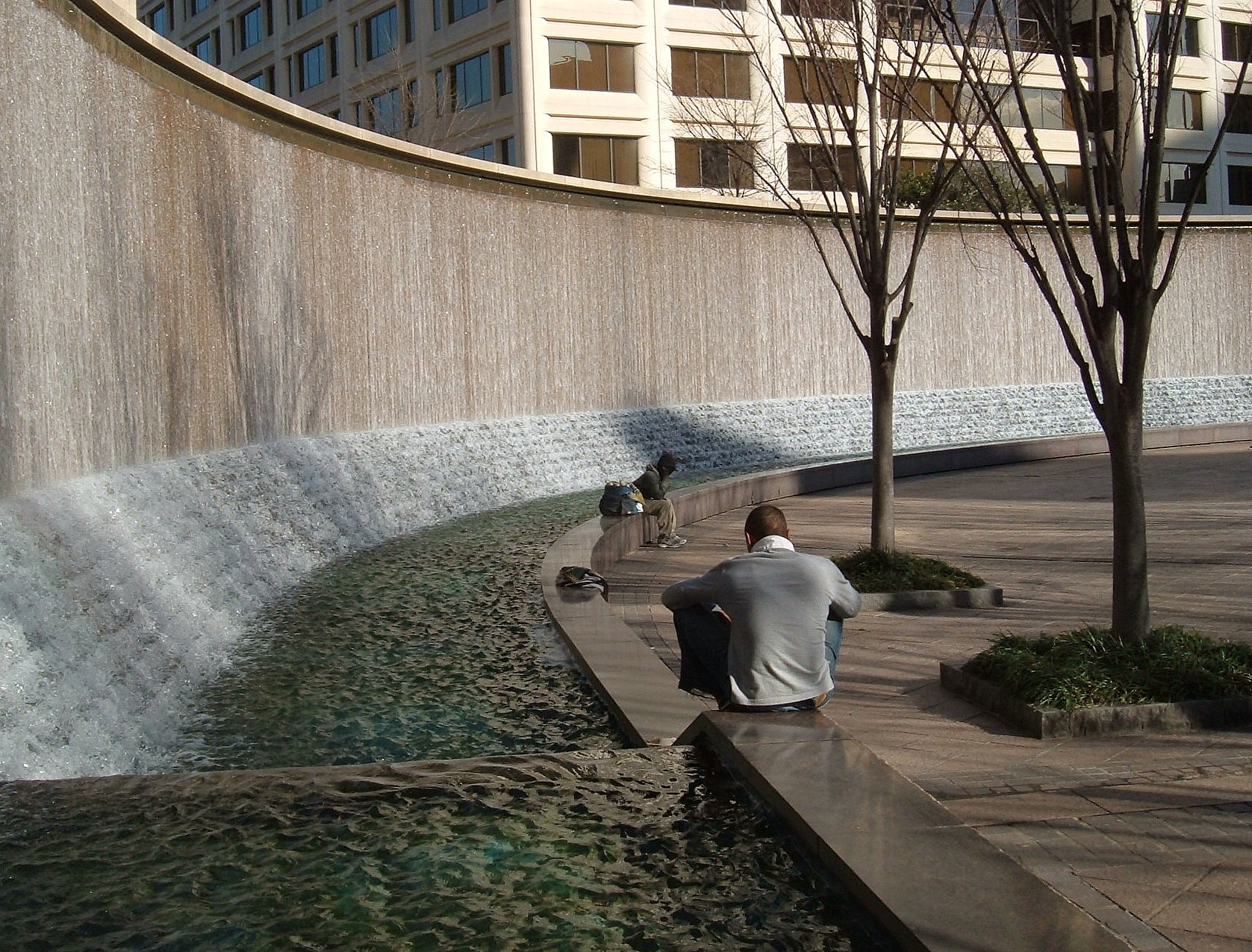
La Fuente Internacional de la Paz, en el norte del parque.

El Woodruff Park, dedicado a Robert W. Woodruff, es un parque público situado en el corazón de Downtown Atlanta (Georgia, Estados Unidos). Tiene 24 000 m² de superficie y se encuentra al norte de Edgewood Avenue, entre Peachtree Street y Park Place. El parque contiene una fuente, un pabellón para actuaciones y varios monumentos.

## Historia
Los 16 000 m² originales del parque, rodeados por Peachtree Street, Edgewood Avenue, Pryor Street (actualmente, Park Place) y el Candler Building, fueron comprados de forma anónima por Robert W. Woodruff y donados a la ciudad en 1971. La primera versión del parque, llamado Central City Park, fue inaugurada en 1973. Posteriormente se reveló que Robert W. Woodruff había donado los fondos para el parque y en 1985 fue renombrado en su honor. En 1995, durante los preparativos para los Juegos Olímpicos de Atlanta 1996, se construyó en el parque la Fuente Internacional de la Paz (International Peace Fountain).
En Woodruff Park se han realizado numerosas manifestaciones y concentraciones.

## Escultura del fénix
En el parque se encuentra la escultura de bronce Atlanta desde las cenizas (El fénix), que representa a una mujer soltando a un fénix como símbolo del ascenso de Atlanta desde las cenizas después de ser quemada casi completamente por el general William Tecumseh Sherman durante la guerra de Secesión. Atlanta desde las cenizas (El fénix) fue un regalo de la Rich Foundation en conmemoración del centenario de los grandes almacenes Rich's. La escultura fue diseñada por James Seigler, esculpida por Gamba Quirino y fabricada por Feruccia Vezzoni en 1969. Fue colocada originalmente en un viaducto junto a los primeros grandes almacenes Rich's, en la intersección del Martin Luther King Jr. Drive con Spring Street. En 1995, la escultura fue restaurada y trasladada a su ubicación actual en el Woodruff Park.

## Transporte
El Woodruff Park está servido por el Tranvía de Atlanta en dos estaciones: Woodruff Park y Park Place.